# Gifford (Florida)
Gifford es un lugar designado por el censo ubicado en el condado de Río Indio en el estado estadounidense de Florida. En el Censo de 2010 tenía una población de 9.590 habitantes y una densidad poblacional de 506,32 personas por km².

## Geografía
Gifford se encuentra ubicado en las coordenadas 27°40′26″N 80°24′36″O / 27.67389, -80.41000. Según la Oficina del Censo de los Estados Unidos, Gifford tiene una superficie total de 18.94 km², de la cual 17.65 km² corresponden a tierra firme y (6.8%) 1.29 km² es agua.

## Demografía
Según el censo de 2010, había 9.590 personas residiendo en Gifford. La densidad de población era de 506,32 hab./km². De los 9.590 habitantes, Gifford estaba compuesto por el 49.71% blancos, el 43.67% eran afroamericanos, el 0.31% eran amerindios, el 0.6% eran asiáticos, el 0.01% eran isleños del Pacífico, el 4.15% eran de otras razas y el 1.54% pertenecían a dos o más razas. Del total de la población el 8.46% eran hispanos o latinos de cualquier raza.